# Placówka Straży Celnej „Zarzecze”

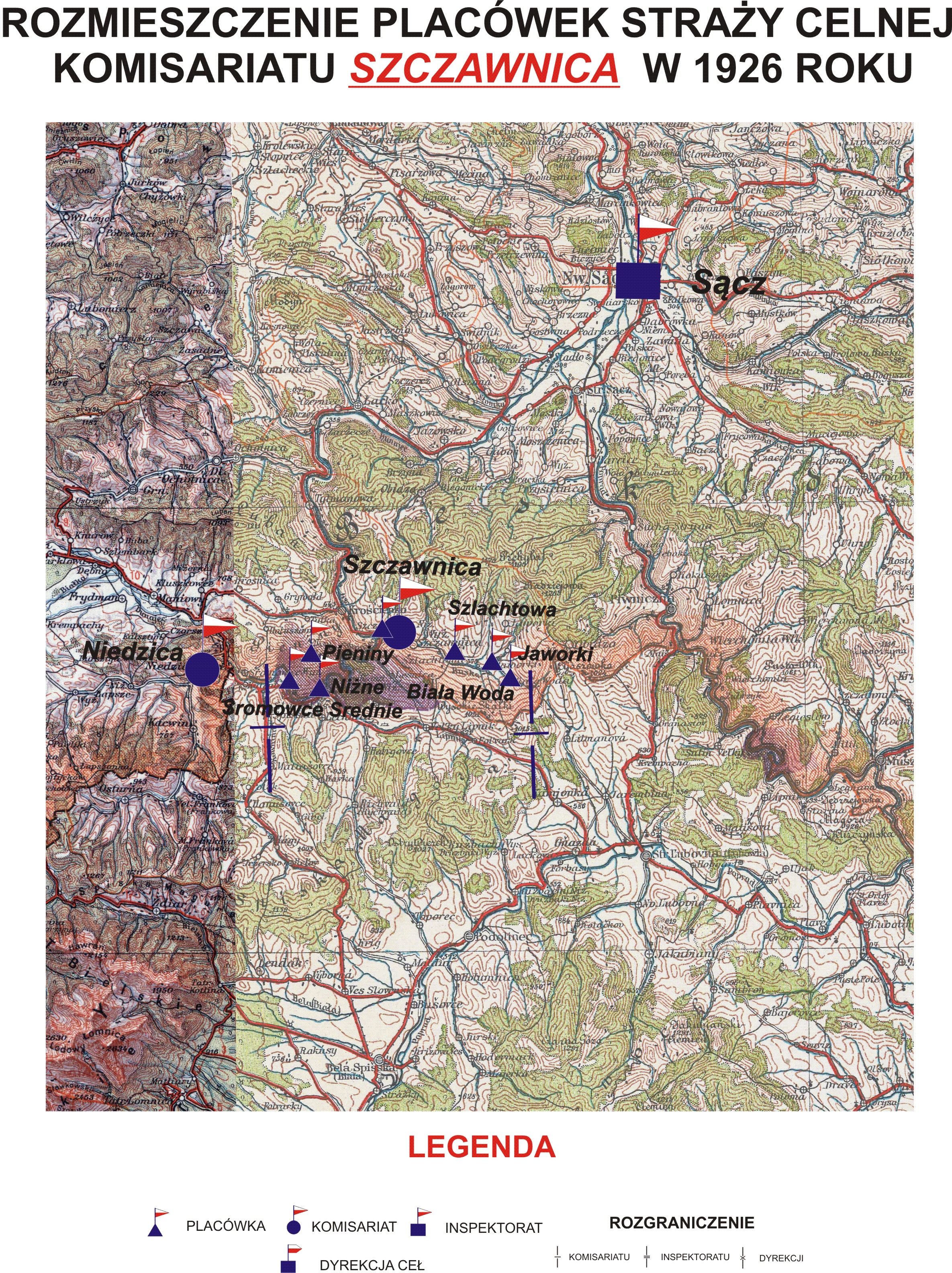
Rozmieszczenie placówek SC Komisariatu Szczawnica w 1926 r.

Placówka Straży Celnej „Zarzecze” – jednostka organizacyjna Straży Celnej pełniąca w okresie międzywojennym służbę ochronną na granicy polsko-czechosłowackiej.

## Formowanie i zmiany organizacyjne
Na wniosek Ministerstwa Skarbu, uchwałą z 10 marca 1920 roku, powołano do życia Straż Celną. Jednostki Straży Celnej rozpoczęły przejmowanie odcinków granicy od pododdziałów Batalionów Celnych. W 1922 roku w Zarzeczu stacjonował sztab 1 kompanii 17 batalionu celnego. 1 kompania celna wystawiła między innymi placówkę w Zarzeczu. Proces tworzenia Straży Celnej trwał do końca 1922 roku. Placówka Straży Celnej „Zarzecze” weszła w podporządkowanie komisariatu Straży Celnej „Piwniczna” z Inspektoratu SC „Sącz”.
W drugiej połowie 1927 roku przystąpiono do gruntownej reorganizacji Straży Celnej. W praktyce skutkowało to rozwiązaniem tej formacji granicznej. Ochronę północnej, zachodniej i południowej granicy państwa przejęła powołana z dniem 2 kwietnia 1928 roku Straż Graniczna. W strukturach nowo powstałej formacji placówki „Zarzecze” nie odtworzono.

## Funkcjonariusze placówki
Kierownicy placówki
| stopień    | imię i nazwisko, numer | okres pełnienia służby | kolejne stanowisko |
| ---------- | ---------------------- | ---------------------- | ------------------ |
| przodownik | Henryk Migo (252)      | był w 1926             |                    |

Obsada personalna placówki w 1926:
- przodownik Henryk Migo (252)
- strażnik Tadeusz Barcikowski (1139)
- strażnik Franciszek Sala (1223)
- strażnik Władysław Małecki (1385)
- strażnik Jan Łękawa (2121)
- strażnik Józef Klesiński (1619)
- strażnik Antoni Hlady (2075)